# Семёновка (Город-курорт Сочи)
Семёновка — село в Хостинском районе муниципального образования город-курорт Сочи Краснодарского края России. Входит в состав Раздольского сельского округа.

## География
Село находится в западной части края, в предгорной зоне Причерноморского побережья, в долине реки Мацесты.

## История
Согласно Закону Краснодарского края от 1 апреля 2004 года № 679-КЗ село Семёновка вошло в состав образованного муниципального образования город-курорт Сочи.

## Население
| 2002 | 2010 |
| ---- | ---- |
| 231  | ↗237 |

Национальный состав
Согласно результатам переписи 2002 года, в национальной структуре населения русские составляли 64 % от 231 жителя.

## Инфраструктура
Социальные объекты в населённом пункте отсутствуют. Развит туризм.

## Транспорт
Доступен автомобильный транспорт. Остановка автобусного маршрута 120 (на декабрь 2019).